# Dalgas Boulevard
 Ikke at forveksle med Dalgas Avenue.
Dalgas Boulevard er en gade på Frederiksberg. Gaden er opkaldt efter den danske officer og vejingeniør Enrico Dalgas.
På Dalgas Boulevard ligger bl.a. Lindevang Station (M1 og  M2) og parken Lindevangen. Desuden har CBS en række af  aktiviteter også adresse her.
Dalgas Boulevard krydser  Finsensvej og Peter Bangs Vej.